# Општина Братеју (Сибињ)
Братеју (рум. Brateiu) општина је у Румунији у округу Сибињ.
Oпштина се налази на надморској висини од 421 m.